# Johannes Franz Hartmann
Johannes Franz Hartmann (11 de gener de 1865, Erfurt - 13 de setembre de 1936, Göttingen) va ser un físic i astrònom alemany. Era conegut a Argentina sota el nom de Juan Hartmann.
Va estudiar a Tübingen, Berlín i Leipzig. Durant els seus estudis va ser membre de la unió d'estudiants catòlics A.V. Guestfalia Tübingen. El seu doctorat va ser a la Universitat de Leipzig el 1891 sobre els eclipsis lunars., on va ser diplomat el 1891 i des de 1893 va treballar d'assistent a en el sector privat a l'Observatori Kuffner. El 1894 va tornar a Leipzig i va treballar en l'observatori de la universitat.i des de 1896 va treballar a l'Institut astrofísic de Potsdam.
Des del 1896 va treballar a l'observatori de l'Institut astrofísic de Potsdam, on hi havia el telescopi refractor de 60 cm. Tanmateix, aquest telescopi no era apropiat per a la fotografia. Hartmann va inventar una prova per trobar el defecte i retirar-la. Aquesta "prova de Hartmann" encara s'utilitza per mesurar les imperfeccions de les lents i miralls d'un telescopi. També inventà un fotòmetre i espectròmetre, que porta el seu nom.
El 1902 va ser nomenat professor.
El 1904, mentre estudiava l'espectroscòpia de Delta Orió per determinar la seva velocitat de ràdio a partir de l'efecte Doppler, es va adonar que la major part de l'espectre contenia línies espectrals intenses de calci jonizita, que no va mostrar cap canvi. Va interpretar com una indicació de la presència de medi interestel·lar
De 1909 a 1921 va treballar com a professor de la Universitat de Göttingen i director del departament d'astronomia a l'Observatori de Göttingen. A partir de novembre de 1922 fins al maig 1934 va passar a ser director de l'Observatori Astronòmic Nacional de l'Argentina a La Plata i va dirigir la investigació per l'astrofísica. A La Plata va descobrir tres asteroides: (965) Angèlica, (1029) La Plata i (1254) Erfòrdia.
A causa d'una greu malaltia va tornar el 1934 a Göttingen, on va morir dos anys més tard.
| (965) Angèlica  | 4 de novembre de 1921 |
| (1029) La Plata | 28 d'abril de 1924    |
| (1254) Erfòrdia | 10 de maig de 1932    |